# Cantó de Tolosa-2
El cantó de Tolosa-2 és un cantó francès del departament de l'Alta Garona, a la regió d'Occitània. Està inclòs al districte de Tolosa, està format només per la part del municipi que és cap de la prefectura, Tolosa de Llenguadoc.

## Barris
- Lo Busca
- Los Carmes
- Sant Estève
- Sant Miquèl